# Peter Verbeken
Peter Verbeken (* 15. April 1966 in Deinze) ist ein ehemaliger belgischer Radrennfahrer.

## Sportliche Laufbahn
Als Amateur gewann Verbeken 1987 zwei Etappen in der Tour de la Province de Namur und eine in der Ronde van West-Vlaanderen. In der nationalen Meisterschaft im Einzelzeitfahren 1988 wurde er Zweiter hinter Dany Dusausoit.
1989 wurde er Berufsfahrer im Radsportteam Hitachi. Er blieb bis 1998 als Profi aktiv. Zweimal, 1993 und 1995, gewann er das Etappenrennen Grand Prix Guillaume Tell in der Schweiz. Er siegte in den Eintagesrennen La Côte Picarde 1993 sowie im Flèche Hesbignonne-Cras Avernas 1997 und 1998.
Etappensiege holte er 1992 im britischen Milk Race, das er auf dem 3. Rang der Gesamtwertung beendete. 1994 folgte ein Tageserfolg in der Tour DuPont und 1995 in der Regio-Tour sowie in der Boland Bank Tour. Bei den nationalen Meisterschaften im Straßenrennen 1994 wurde er Dritter hinter dem Sieger Wilfried Nelissen.
In der Vuelta a España 1990 wurde er als 112. und 1993 als 105. klassiert. 1992 gab er das Rennen auf. 1998 bestritt er die Internationale Friedensfahrt und wurde 44. der Gesamteinzelwertung.